# Sasha Chmelevski
Alexander „Sasha“ Chmelevski (* 9. Juni 1999 in Huntington Beach, Kalifornien) ist ein US-amerikanischer Eishockeyspieler ukrainischer Herkunft, der seit Juli 2022 bei Salawat Julajew Ufa in der Kontinentalen Hockey-Liga (KHL) unter Vertrag steht und dort auf der Position des Centers spielt.

## Karriere
Chmelevski, der ukrainische Vorfahren hat, verbrachte seine Jugend bis zum Sommer 2015 bei zahlreichen Juniorenmannschaften in den Vereinigten Staaten. Nachdem der Stürmer in der OHL Priority Selection an zehnter Gesamtposition von den Sarnia Sting aus der Ontario Hockey League ausgewählt worden war, schloss er sich diesen zur Saison 2015/16 an. Bis zum Jahresbeginn 2016 kam er in 29 Partien für seinen Klub zum Einsatz und sammelte dabei 17 Scorerpunkte. Anfang Januar 2016 wurde Chmelevski gemeinsam mit einem weiteren Spieler und acht Draft-Wahlrechten an die Ottawa 67’s abgegeben, die im Gegenzug zwei Spieler, darunter Travis Konecny, erhielten. Bei den 67’s kam der Angreifer nur zu fünf weiteren Einsätzen im Saisonverlauf, da er an das U17-Team des USA Hockey National Team Development Programs abgestellt wurde.
Mit Beginn der Spielzeit 2016/17 stand der US-Amerikaner vollwertig im Aufgebot Ottawas, obwohl er erneut einige Begegnungen für das National Team Development Program bestritt. Dennoch kam er auf 58 Einsätze für Ottawa, in denen er 43 Punkte sammelte. Zudem wurde er am Saisonende mit der Bobby Smith Trophy ausgezeichnet, die seine sportlichen als auch schulischen Leistungen würdigte. Zusätzlich setzte er sich innerhalb der gesamten Canadian Hockey League bei der Wahl zum CHL Scholastic Player of the Year gegen Brian King und Antoine Samuel durch, die äquivalente Auszeichnungen in der Western Hockey League und Ligue de hockey junior majeur du Québec erhalten hatten. Im NHL Entry Draft 2017 dauerte es allerdings bis zur sechsten Runde, ehe er an 185. Stelle von den San Jose Sharks aus der National Hockey League (NHL) ausgewählt wurde. Chmelevski verblieb jedoch weiterhin in der OHL und steigerte seine Punktausbeute auf 76 am Ende des Jahres. Folglich wurde er im April 2018 von den Sharks mit einem auf drei Jahre befristeten NHL-Einstiegsvertrag ausgestattet. Darüber hinaus erhielt er einen Amateur-Probevertrag bis zum Ende der Saison 2017/18, so dass er sein Profidebüt in der American Hockey League beim Sharks-Farmteam, den San Jose Barracuda, feiern konnte. Dort sammelte er in zehn Einsätzen sechs Punkte. Zum Beginn des Spieljahres 2018/19 wurde er wieder in die OHL zu den Ottawa 67’s geschickt, um dort sein letztes Jahr im Juniorenbereich zu beenden. Dort wurde er für seine akademischen Leistungen mit dem Roger Neilson Memorial Award geehrt, während er mit den 67’s das Playoff-Finale um den J. Ross Robertson Cup erreichte und dort allerdings den Guelph Storm unterlag.
Zur Saison 2019/20 wechselte er fest zu den San Jose Barracuda in die AHL. Dort verbrachte er auch den Großteil der Spielzeit 2020/21, kam jedoch im Februar 2021 auch zu seinem NHL-Debüt, dem bis zum Saisonende vier weitere Partien für San Jose folgten. Nach der Saison 2021/22, in der er sich ebenfalls nicht in der NHL etablieren konnte, wechselte er im Juli 2022 zu Salawat Julajew Ufa in die Kontinentale Hockey-Liga (KHL).

### International
Für sein Heimatland kam Chemelevski bei der World U-17 Hockey Challenge 2015 und dem Ivan Hlinka Memorial Tournament 2016 zu Einsätzen. Während er die World U-17 Hockey Challenge auf dem sechsten Rang abschloss und er in fünf Einsätzen vier Scorerpunkte erzielte, führte er das Team beim Ivan Hlinka Memorial Tournament zum Gewinn der Silbermedaille. Der Stürmer war mit zehn Punkten Topscorer des Turniers und seine fünf Tore waren gemeinsam mit dem Tschechen Filip Zadina ebenfalls die meisten im Turnierverlauf. Anschließend war er Teil der U20-Nationalmannschaft, die bei der U20-Weltmeisterschaft 2019 die Silbermedaille gewann.
Im Rahmen der Weltmeisterschaft 2021 gab Chemelevski sein Debüt für die A-Nationalmannschaft der USA und gewann dort mit ihr die Bronzemedaille.

## Erfolge und Auszeichnungen
- 2017 Bobby Smith Trophy
- 2017 CHL Scholastic Player of the Year
- 2019 Roger Neilson Memorial Award

### International
| - 2016 Silbermedaille beim Ivan Hlinka Memorial Tournament - 2016 Topscorer des Ivan Hlinka Memorial Tournaments - 2016 Bester Torschütze des Ivan Hlinka Memorial Tournaments (gemeinsam mit Filip Zadina) | - 2019 Silbermedaille bei der U20-Junioren-Weltmeisterschaft - 2021 Bronzemedaille bei der Weltmeisterschaft |

## Karrierestatistik
Stand: Ende der Saison 2024/25

### International
Vertrat die USA bei:
- World U-17 Hockey Challenge 2015
- Ivan Hlinka Memorial Tournament 2016
- U20-Junioren-Weltmeisterschaft 2019
- Weltmeisterschaft 2021

(Legende zur Spielerstatistik: Sp oder GP = absolvierte Spiele; T oder G = erzielte Tore; V oder A = erzielte Assists; Pkt oder Pts = erzielte Scorerpunkte; SM oder PIM = erhaltene Strafminuten; +/− = Plus/Minus-Bilanz; PP = erzielte Überzahltore; SH = erzielte Unterzahltore; GW = erzielte Siegtore; 1 Play-downs/Relegation; Kursiv: Statistik nicht vollständig)